# Ільченко Євдокія Дмитрівна
Євдокія Дмитрівна Ільченко (1923 — 1989) — колгоспниця, доярка колгоспу імені Щорса Жашківського району Черкаської області. Герой Соціалістичної Праці (1958).

## Біографія
Народилась у 1923 році. Працювала в колгоспі імені Щорса Жашківського району дояркою. В 1958 році їй було присвоєно звання Героя Соціалістичної праці. У 1962 році на базі колгоспу було створене спеціалізоване господарство з відгодівлі великої рогатої худоби, де Євдокія Дмитрівна працювала бригадиром відгодівельної бригади.
Євдокія Ільченко, як член парторганізації, була делегатом XXIII і XXIV з'їздів КП України.
Померла у 1989 році.

## Нагороди
- Герой Соціалістичної Праці — указом Президії Верховної Ради СССР від 26 лютого 1958 року